# (2197) Shanghai
(2197) Shanghai es un asteroide perteneciente al cinturón de asteroides, descubierto el 30 de diciembre de 1965  por el equipo del Observatorio de la Montaña Púrpura desde el Observatorio de la Montaña Púrpura, Nankín (China).

## Designación y nombre
Designado provisionalmente como 1965 YN. Fue nombrado Shanghai en homenaje a Shanghái ciudad China.